# Kevin Willard
Kevin Schreiber Willard (Huntington, 6 aprile 1975) è un ex cestista e allenatore di pallacanestro statunitense.
È il figlio di Ralph Willard, a sua volta allenatore.